# Аббас, Юсуф Салех
Юсуф Салех Аббас (араб. يوسف صالح عباس‎, Yūsuf Ṣāliḥ ʿAbbās; род. ок. 1953) ― чадский политический деятель. Занимал пост премьер-министра Чада с апреля 2008 по март 2010 года. Также был дипломатическим советником и специальным представителем президента Чада Идриса Деби.

## Политическая карьера
Юсуф Аббас родился в Абеше в регионе Ваддай, что находится в восточной части стран. Учился в СССР в Университете дружбы народов им. Патриса Лумумбы, который окончил в 1979 году по специальности «международное государственное право». Затем продолжил обучение во Франции, где получил степень магистра в области международных отношений. После возвращения к себе на родину в 1979―1981 гг. он занимал должности руководителя отдела многостороннего сотрудничества и руководителя по вопросам международного сотрудничества в Министерстве иностранных дел. Позднее стал дипломатическим советником Гукуни Уэддея, председателя Переходного Правительства национального единства с 1 июня 1981 по 25 декабря 1981 года и был назначен директором Кабинета главы государства 6 декабря 1981, на посту которого оставался вплоть до свержения Уэддея 7 июня 1982 года. С 15 мая по 31 мая 1981 года был председателем «Национального исполнительного собрания», в которое вошли представители различных военно-политических группировок с целью восстановления национального единства в стране.
Позже Аббас был назначен советником генерального директора Министерства иностранных дел и занимал этот пост с 20 ноября 1992 года по 15 декабря 1996 года. Он был также вице-президентом Суверенной Национальной конференции, которая проходила с января по апрель 1993 года. С 16 декабря 1996 по 13 августа 1997 года он был генеральным директором Министерства планирования и сотрудничества.
Аббас находился в оппозиции к президенту Деби и был членом Движения за демократию и справедливость в Чаде (ДДСЧ), повстанческой группировки, возглавляемой Юсуф Тогойми, которая была им сформирована в октябре 1998 года после его возвращения из Парижа (Тогойми жил в изгнании во Франции в течение нескольких лет). 31 октября Аббас 2001 года покинул ДДСЧ вместе с тремя другими членами из-за «эксцессов» Тогойми. После заключения соглашения с официальным правительством, Аббас вернулся в Чад. Присоединился к Деби в 2006 году и был назначен его советником по международным связям и сотрудничеству 24 декабря 2006. Также был назначен специальным представителем при миротворческих силах Европейского Союза и миссии Организации Объединённых Наций в Центральноафриканской Республике и Чаде (MINURCAT) 17 ноября 2007 года. Оставался в своей должности до назначения на должность премьер-министра.

### Премьер-министр
15 апреля 2008 Деби назначил Аббаса на пост премьер-министра после отставки премьер-министра Дельва Кассире Кумакойе. Выступая по радио после своего назначения, Аббас заявил, что он будет стремиться к сотрудничеству с другими политическими партиями при формировании нового правительства. Он отметил, что народ ожидает от правительства многого, но также сказал, что его задача будет непростой. Назначение Аббаса, выходца из восточной части страны, ознаменовало отход от сложившейся практики президента назначать премьер-министров из юга (при этом сам Деби был северянином) и был, вероятно, произошло с расчётом на помощь в подавлении мятежа на востоке. На момент своего назначения Аббас считался относительно неизвестным среди народа, хотя он и имел хорошую репутацию в политических кругах.
Различные групп чадских повстанцев отреагировали на назначение Аббаса в по-разному. Махамат Нури из Национального Альянса заявил, что никаких фундаментальных изменений при Деби и назначение Аббаса никакого значения не имеет. Союз сил за перемены и демократию заявил, что его члены будут ожидать, чтобы увидеть, какое пространство для манёвра получит Аббас от президента. Представители Коалиции сил за перемены заявили, что также будут выжидать, чтобы увидеть,  какую политическую программу примет Аббас.
Главная коалиция оппозиционных партий, Координация политических партий в защиту Конституции (КППЗК), ранее приостановила переговоры с правительством после Битвы за Нджамену в феврале 2008 года, во время которой трое лидеров оппозиции (в том числе представитель КППЗК Ибни Умар Махамат Салех) были арестованы. После назначения Аббаса КППЗК согласились присоединиться к официальному правительству в ходе встречи с Аббасом 19 апреля, хотя некоторые представители коалиции, в том числе члены Партии за свободу и развитие (ПЗСР) Ибни Умара Махамата Салеха, не согласились с этим решением. Они желали, чтобы Аббас официально сообщил им, что произошло с их руководителем Салехом (который на тот момент считался пропавшим без вести) в обмен на их участие в формировании правительства.
Состав правительства Аббаса был объявлен 23 апреля, и в него вошли четыре члена КППЗК с ключевыми портфелями: обороны (проводится Вадаль Абделькадер Камуге), юстиции (Жан Алингье), планирования, градостроительства и ЖКХ (Хамит Махамат Дахалоб) и сельского хозяйства (Наимбай Нуссьньян). Члены ПЗСР отказались войти в правительство, поскольку их предводитель Салех не был выпущен. Всего в правительство вошли 25 министров и восемь государственных секретарей. Одной из ключевых задач правительства во главе с Аббасом стала реализация соглашения между правящей и оппозиционными политическими партиями, которое было подписано в августе 2007 года.
Аббас находился у власти в течение почти двух лет. После декабря 2009 года он не провёл ни одного заседания правительства, и считалось, что между Аббасом и Деби возникли «политические разногласия». Аббас подал в отставку 5 марта 2010 года и Деби немедленно назначил Эммануэля Надингара на пост нового премьер-министра.